# Казалнуово Монтеротаро
Казалнуово Монтеротаро (итал. Casalnuovo Monterotaro) је насеље у Италији у округу Фођа, региону Апулија.
Према процени из 2011. у насељу је живело 1407 становника. Насеље се налази на надморској висини од 416 м.

## Становништво
| 1951. | 1961. | 1971. | 1981. | 1991. | 2001. | 2011. |
| ----- | ----- | ----- | ----- | ----- | ----- | ----- |
| 6.277 | 4.662 | 3.306 | 2.847 | 2.370 | 1.954 | 1.663 |